# Partido Comunista dos Trabalhadores Portugueses – Movimento Reorganizativo do Partido do Proletariado

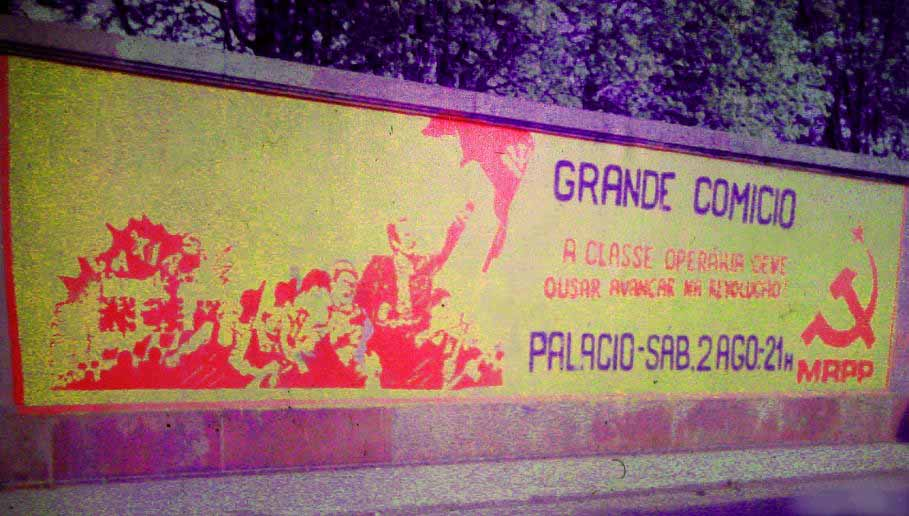
Wandbild der PCTP–MRPP

Der Partido Comunista dos Trabalhadores Portugueses – Movimento Reorganizativo do Partido do Proletariado (PCTP/MRPP), deutsch Kommunistische Partei der portugiesischen Werktätigen – Bewegung zur Reorganisation der Partei des Proletariats, ist eine ehemals maoistische portugiesische Partei. Die 1970 gegründete Partei hatte ihren Höhepunkt kurz vor und nach der Nelkenrevolution 1974. Heute ist sie eine unbedeutende Kleinpartei auf der linken Seite der portugiesischen Parteienlandschaft.

## Geschichte
Die Ursprünge der Partei gehen auf das Movimento Reorganizativo do Partido do Proletariado (MRPP) zurück, das am 18. September 1970 gegründet wurde, sein Generalsekretär war Arnaldo Matos. Die Bewegung war damals vor allem bei Studenten und jungen Arbeitern im Lissabonner Raum populär. Bekannt war sie damals auch vor allem für ihre politischen Mauerbilder. Zu dieser Zeit hatte das MRPP auch seine bekanntesten Mitglieder, wie beispielsweise der spätere konservative Premierminister und EU-Kommissionspräsidenten José Manuel Barroso (in seiner Studentenzeit) sowie den Präsidentschaftskandidaten des Bloco de Esquerda von 2001, Fernando Rosas.
Direkt nach der Nelkenrevolution am 25. April 1974 wurde das MRPP von ihrem größten Gegner, der Kommunistischen Partei PCP, der Unterwanderung durch die CIA beschuldigt. Dies geschah aus Gründen der Diffamierung, waren doch sowohl das MRPP als auch die Sozialistische Partei gegen den von der PCP propagierten und eingeschlagenen Weg des moskauhörigen Kommunismus in der portugiesischen Politik. Nach dem Kongress am 26. Dezember 1976 benannte sich das MRPP in Partido Comunista dos Trabalhadores Portugueses – Movimento Reorganizativo do Partido do Proletariado (PCTP/MRPP) um, weiterhin unter Führung von Arnaldo Matos.
Die PCTP/MRPP spielte nie eine besondere Rolle nach 1974. Sie war noch nie im portugiesischen Parlament vertreten und erzielte – im Vergleich zu den großen Parteien – lediglich sehr geringe Stimmenanteile, sie ist nur in einzelnen Stadtparlamenten vertreten. Heute leitet der Jurist Garcia Pereira die Partei. Derzeit hat die Partei vor allem mit einem geänderten Parteiengesetz zu kämpfen, das eine Mindestmitgliederzahl von 5000 vorschreibt. Des Weiteren ist die linke Parteienkonkurrenz in Portugal sehr stark. Neben der Sozialistischen Partei sind sowohl die Kommunisten, die Grünen als auch der Linksblock im Parlament vertreten.
Am 26. Februar 2019 starb der Gründer und langjährige Führer der Partei Arnaldo Matos.

## Medien
Die PCTP/MRPP gibt eine eigene Parteizeitung heraus, die „Luta Popular“ (dt. Volkskampf).

## Studentenorganisation
Die mittlerweile aufgelöste Studentenorganisation der PCTP/MRPP hieß Federação dos Estudantes Marxistas-Leninistas (dt. Marxistisch-Leninistische Studentenorganisation).

## Wahlergebnisse

### Portugiesische Parlamentswahl
| Wahlen | Stimmen | Stimmenanteil |
| ------ | ------- | ------------- |
| 1976   | 36.200  | 0,66 %        |
| 1979   | 53.268  | 0,89 %        |
| 1980   | 35.409  | 0,59 %        |
| 1983   | 20.995  | 0,37 %        |
| 1985   | 19.943  | 0,34 %        |
| 1987   | 20.800  | 0,37 %        |
| 1991   | 48.542  | 0,85 %        |
| 1995   | 41.137  | 0,70 %        |
| 1999   | 40.006  | 0,74 %        |

| Wahlen | Stimmen | Stimmenanteil |
| ------ | ------- | ------------- |
| 2002   | 36.193  | 0,66 %        |
| 2005   | 48.186  | 0,84 %        |
| 2009   | 52.784  | 0,93 %        |
| 2011   | 62.610  | 1,12 %        |
| 2015   | 59.955  | 1,11 %        |
| 2019   | 36.118  | 0,69 %        |
| 2022   | 11.265  | 0,20 %        |
| 2024   | 15.499  | 0,24 %        |

### Europawahlen
| Wahlen | Stimmen | Stimmenanteil |
| ------ | ------- | ------------- |
| 1987 1 | 19.475  | 0,35 %        |
| 1989   | 26.682  | 0,64 %        |
| 1994   | 24.022  | 0,79 %        |
| 1999   | 30.446  | 0,88 %        |
| 2004   | 36.294  | 1,07 %        |
| 2009   | 43.141  | 1,20 %        |
| 2014   | 54.622  | 1,66 %        |
| 2019   | 27.222  | 0,82 %        |